# Nový Dům
Nový Dům település Csehországban, Rakovníki járásban. Nový Dům Ruda, Lužná, Pustověty és Pavlíkov településekkel határos. Lakosainak száma 179 fő (2024. január 1.).

## Népesség
A település lakosságának változását az alábbi diagram mutatja:
| Lakosok száma | 392  | 476  | 454  | 248  | 225  | 156  | 159  | 150  | 178  | 179  |
|               | 1869 | 1890 | 1921 | 1950 | 1980 | 2001 | 2017 | 2019 | 2022 | 2024 |